# Koutchkovo
Koutchkovo ou Kučkovo (en macédonien Кучково) est un village situé à Ǵorče Petrov, une des dix municipalités spéciales qui constituent la ville de Skopje, capitale de la Macédoine du Nord. Le village ne comptait aucun habitant à l'année en 2002. Il se trouve à 15 kilomètres au nord-ouest de Skopje. Il est construit sur le flanc méridional des monts Char, à quelques kilomètres du Kosovo.